# Juliomys rimofrons
Juliomys rimofrons — вид гризунів з родини Хом'якові (Cricetidae).

## Опис
Каріотип: 2n = 20, FN = 34.

## Поширення
Цей вид обмежений прилеглими районами Ріо-де-Жанейро, Мінас-Жерайс і Сан-Паулу, Бразилія. Це деревний вид; зустрічається у гірських лісах. 

## Загрози та охорона
Немає відомих загроз в цей час. Однак, вид має дуже обмежений відомий діапазон поширення і в даний час зустрічається тільки в небагатьох охоронних територіях. Зустрічається в основному в національних парках.